# Pozières
Pozières település Franciaországban, Somme megyében. Lakosainak száma 262 fő (2022. január 1.). Pozières Courcelette, Contalmaison, Grandcourt és Ovillers-la-Boisselle községekkel határos.

## Története
A falu az első világháborúban teljesen elpusztult. 1916 júliusában a falu a somme-i csata közepén volt. 1918. augusztus 21-én a 373. számú gyalogezred megrohamozta a falut.

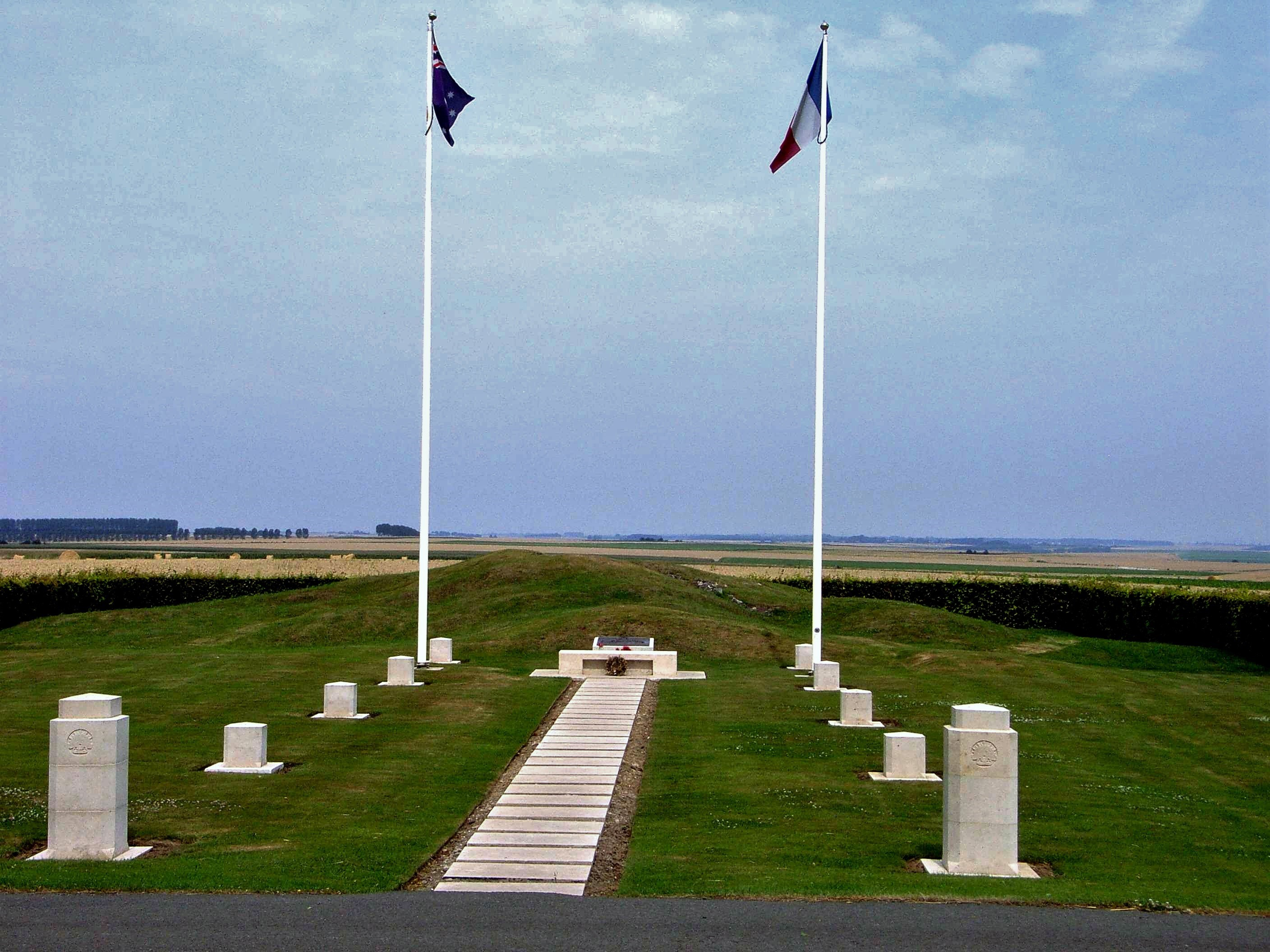
A háborús emlékmű

Manapság számos katona temetők és emlékművek emlékeztetnek a háborúra. A város keleti bejárata előtt egy régi szélmalom helyén áll az ausztrál egységek emlékműve a D929 mellett.

## Népesség
A település népességének változása:
| Lakosok száma | 252  | 259  | 266  | 266  | 267  | 266  | 265  | 263  | 262  |
|               | 2013 | 2015 | 2016 | 2017 | 2018 | 2019 | 2020 | 2021 | 2022 |